# Gredice (Bośnia i Hercegowina)
Gredice – wieś w Bośni i Hercegowinie, w dystrykcie Brczko. W 2013 roku liczyła 1109 mieszkańców, z czego większość stanowili Serbowie.